# Vranov Dol
 Vranov Dol  falu Horvátországban Zágráb megyében. Közigazgatásilag Jasztrebarszkához tartozik.

## Fekvése
Zágrábtól 30 km-re délnyugatra, községközpontjától 6 km-re északnyugatra  a Plešivica-hegység déli lejtőin fekszik.

## Története
A település neve 1283-ban "mons. Vranidol" alakban szerepel először a lipovaci uradalom és a Podgorja közötti határ leírásában. Ez ma pontosan a Vranovski brijegnek nevezett hegyet jelöli. 
A falunak 1857-ben 241, 1910-ben 278 lakosa volt. Trianon előtt Zágráb vármegye Jaskai járásához tartozott. 2001-ben 145 lakosa volt.

## Lakosság
| Lakosság változása | Lakosság változása | Lakosság változása | Lakosság változása | Lakosság változása | Lakosság változása | Lakosság változása | Lakosság változása | Lakosság változása | Lakosság változása | Lakosság változása | Lakosság változása | Lakosság változása | Lakosság változása | Lakosság változása |
| ------------------ | ------------------ | ------------------ | ------------------ | ------------------ | ------------------ | ------------------ | ------------------ | ------------------ | ------------------ | ------------------ | ------------------ | ------------------ | ------------------ | ------------------ |
| 1857               | 1869               | 1880               | 1890               | 1900               | 1910               | 1921               | 1931               | 1948               | 1953               | 1961               | 1971               | 1981               | 1991               | 2001               |
| 241                | 267                | 303                | 329                | 280                | 278                | 266                | 282                | 276                | 289                | 271                | 228                | 193                | 173                | 145                |

## Külső hivatkozások
- Jasztrebaszka város hivatalos oldala
- E. Laszowsky: Stara hrvatska Županija Podgorska, Zagreb 1899.